# Osijek
Osijek (in ungherese: Eszék, in tedesco: Esseg) è una città della Croazia, e capoluogo della regione di Osijek e della Baranja, sede universitaria. Con suoi 96 313 abitanti, Osijek è la quarta città della Croazia. È la capitale storica, culturale ed economica della regione della Slavonia. È situata a 90 m s.l.m. sulla sponda sud della Drava.

## Geografia
Osijek sorge nella Croazia orientale, lungo la sponda destra del fiume Drava, 29 km ad ovest della sua immissione nel Danubio. 

## Storia
Fu insediamento militare romano a partire dalla prima metà del I secolo sotto la dinastia giulio-claudia. Qui risiedette l'unità ausiliaria romana dell'Ala II Hispaniorum Aravacorum, sostituita sotto i Flavi con la cohors II Alpinorum equitata, che qui rimase fino a Traiano. Il nome latino dell'antico insediamento romano era Mursa, divenuta sotto Adriano colonia romana. Nel corso della guerra civile romana del IV secolo, Mursa fu teatro di uno scontro tra le truppe dell'imperatore Costanzo II e quelle dell'usurpatore Magnenzio.
La città andò completamente distrutta nel corso della conquista da parte degli Ottomani nell'agosto 1526. Annessa così all'Impero ottomano, Osijek venne inclusa nell'eyalet di Budin. Nel 1566 venne costruito un ponte di barche in legno lungo 8 km. A seguito della vittoria asburgica nella battaglia di Mohács del 1687, la città fu annessa il 29 settembre dello stesso anno all'Impero d'Austria. Con l'arrivo degli Austriaci la fisionomia di Osijek cambiò drasticamente. Già nel 1682 e nel 1689 erano sorti rispettivamente gli insediamenti di Gornij Grad (Città alta), ad ovest del centro storico, e Dolnij Grad (Città bassa), ad est del centro storico. Tra il 1712 ed il 1715 poi la città vecchia medioevale, oggi nota come Tvrđa, venne racchiusa da una possente cinta muraria fortificata dotata di quattro porte e gli edifici all'interno ricostruiti in stile barocco. I tre insediamenti urbani rimasero separati ed indipendenti sino al 1786, quando vennero fusi in un'unica entità amministrativa. Nel 1808 l'imperatore Francesco I insignì Osijek del titolo di città regia.
Nel XIX secolo Osijek divenne il capoluogo amministrativo del comitato di Verőce, all'interno del Regno di Croazia e Slavonia. La città è stata pesantemente coinvolta nella guerra d'indipendenza croata, dal 1991 al 1995 e nei bombardamenti che hanno colpito varie zone della città dall'agosto 1991 al giugno 1992. Finita la guerra, è iniziata un'opera di ampia ricostruzione e di restauro del patrimonio storico - architettonico della città.

## Monumenti e luoghi d'interesse

### Architetture religiose
- Concattedrale dei Santi Pietro e Paolo, nell'area di Gornij Grad.

## Sport
L'NK Osijek, la principale squadra calcistica cittadina, milita da sempre nella Prva hrvatska nogometna liga, il massimo livello del campionato croato di calcio.
La città ha dato i natali a Davor Šuker, uno dei più grandi calciatori croati di tutti i tempi e alla tennista Donna Vekić.

## Amministrazione

### Gemellaggi
Osijek è gemellata con:
- Pécs, dal 1972
- Pforzheim, dal 1994
- Maribor, dal 1995
- Ploiești, dal 1996
- Tuzla, dal 1996
- Losanna, dal 1997
- Nitra, dal 1997
- Distretto XIII (Budapest), dal 2001
- Subotica, dal 2004
- Prizren, dal 2010
- Vicenza, dal 2011 (patto d'amicizia)